# Josef Frings
Josef Frings, all'anagrafe Joseph Richard Frings (Neuss, 6 febbraio 1887 – Colonia, 17 dicembre 1978), è stato un cardinale e arcivescovo cattolico tedesco.

## Biografia
Secondo di otto figli, nacque a Neuss il 6 febbraio 1887 da Heinrich Frings, un imprenditore tessile e consigliere comunale, e Maria Sels. Nel 1916 conseguì il dottorato in teologia presso l'Università di Friburgo. Fu ordinato sacerdote il 10 agosto 1910 dal cardinale Anton Hubert Fischer, arcivescovo di Colonia.
Compì ulteriori studi tra il 1913 e il 1915 a Roma. Il 4 marzo 1937 fu nominato rettore del seminario di Colonia, mantenne la carica fino al 1942. Fu eletto arcivescovo di Colonia il 1º maggio 1942 e fu consacrato il 21 giugno dello stesso anno dall'arcivescovo titolare di Tolemaide di Libia Cesare Orsenigo. Papa Pio XII lo elevò al rango di cardinale nel concistoro del 18 febbraio 1946 con il titolo di San Giovanni a Porta Latina.
Dal 1945 al 1965 fu presidente della Conferenza dei vescovi tedeschi. Partecipò al conclave del 1958 che elesse Giovanni XXIII e al conclave del 1963 che elesse Paolo VI. Partecipò molto attivamente ai lavori del Concilio Vaticano II, di cui è stato tra i maggiori protagonisti come esponente di rilievo della maggioranza; in quegli anni ebbe come consulente teologico il giovane Joseph Ratzinger, futuro papa Benedetto XVI. Morì il 17 dicembre 1978 all'età di 91 anni. Fu sepolto nella cripta arcivescovile della cattedrale di Colonia.

## Genealogia episcopale e successione apostolica
La genealogia episcopale è:
- Cardinale Scipione Rebiba
- Cardinale Giulio Antonio Santori
- Cardinale Girolamo Bernerio, O.P.
- Arcivescovo Galeazzo Sanvitale
- Cardinale Ludovico Ludovisi
- Cardinale Luigi Caetani
- Cardinale Ulderico Carpegna
- Cardinale Paluzzo Paluzzi Altieri degli Albertoni
- Papa Benedetto XIII
- Papa Benedetto XIV
- Papa Clemente XIII
- Cardinale Marcantonio Colonna
- Cardinale Giacinto Sigismondo Gerdil, B.
- Cardinale Giulio Maria della Somaglia
- Cardinale Carlo Odescalchi, S.I.
- Vescovo Eugène de Mazenod, O.M.I.
- Cardinale Joseph Hippolyte Guibert, O.M.I.
- Cardinale François-Marie-Benjamin Richard
- Cardinale Pietro Gasparri
- Arcivescovo Cesare Orsenigo
- Cardinale Josef Frings

La successione apostolica è:
- Vescovo Johannes Joseph van der Velden (1943)
- Vescovo Michael Keller (1947)
- Vescovo Ferdinand Dirichs (1947)
- Arcivescovo Wendelin Rauch (1948)
- Vescovo Wilhelm Kempf (1949)
- Vescovo Peter Kelleter, C.S.Sp. (1950)
- Vescovo Wilhelm Cleven (1951)
- Vescovo Hermann Westermann, S.V.D. (1951)
- Vescovo Johannes Pohlschneider (1954)
- Vescovo Gerhard Franziskus Demann (1957)
- Vescovo Helmut Hermann Wittler (1957)
- Vescovo Bernard Schilling, S.V.D. (1960)
- Vescovo Augustinus Frotz (1962)
- Arcivescovo Bruno Wüstenberg (1966)